# Samara
Samara (rus. Сама́ра) je grad u Rusiji na utoku rijeke Samare u Volgu. Sjedište je Samarske oblasti. Prema popisu iz 2002. imao je 1.157.880 stanovnika.
Od 1935. do 1991. grad je nosio ime Kujbyšev po Valerianu Kujbyševu, sovjetskom političaru. U vrijeme drugog svjetskog rata bio je rezervna prijestolnica Sovjetskog Saveza nakon što su Nijemci ugrozili Moskvu. Podzemna željeznica Samara otvorena je 1987. i kasnije se širila.

## Poznate osobe
- Julija Abakumovskaja (1942.), ruska mezzosopranska operna pjevačica

## Vanjske poveznice
- Samara fotografije  Arhivirana inačica izvorne stranice od 25. lipnja 2006. (Wayback Machine)